# Вуглецевий цикл

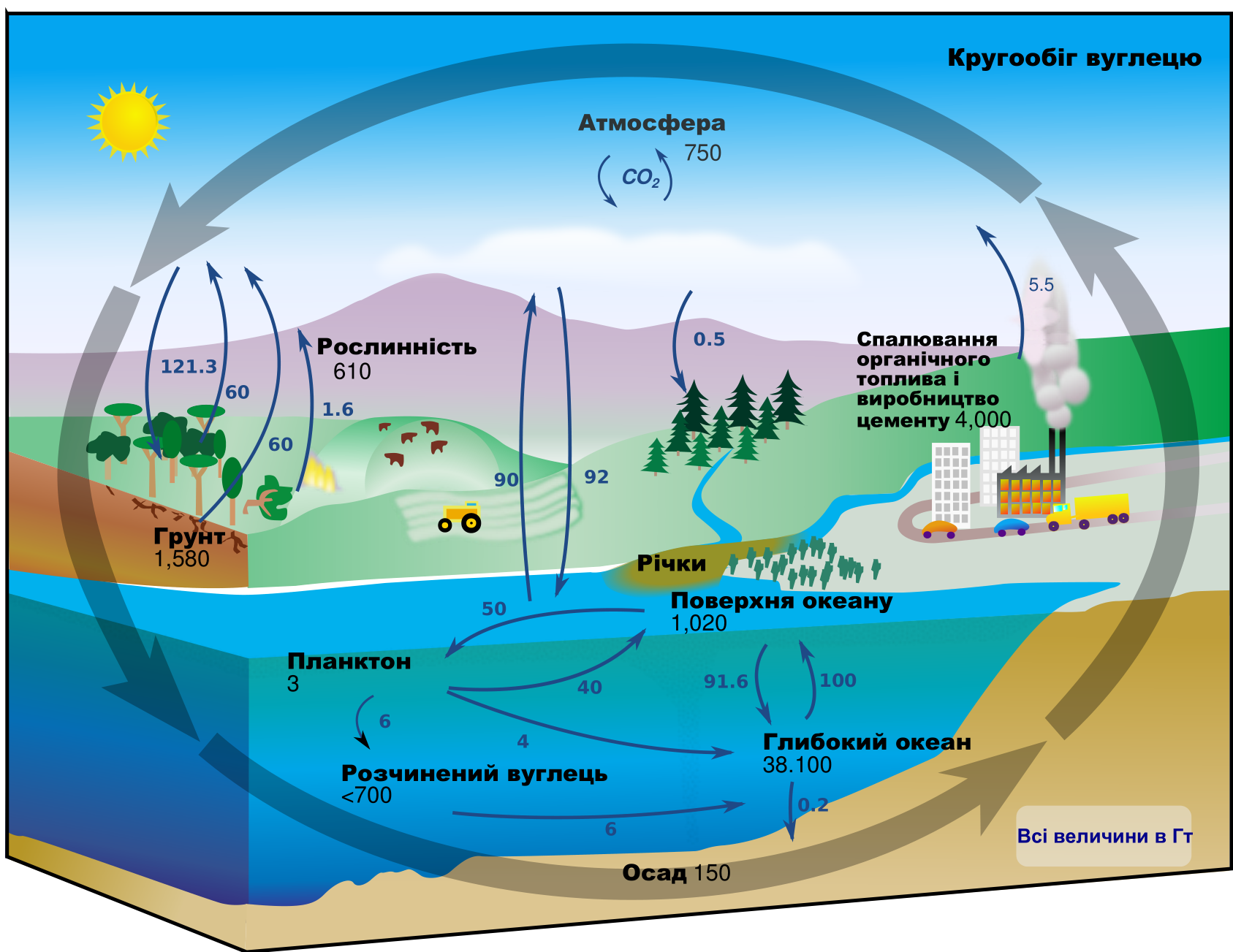

Вуглеце́вий цикл — колообіг вуглецю (у різних формах, наприклад, у вигляді двоокису вуглецю) між атмосферою, океаном, біосферою та надрами Землі.
Колообіг вуглецю у природі охоплює біологічний цикл, виділення СО2 в атмосферу під час згоряння палива, із вулканічних газів, гарячих мінеральних джерел, із поверхневих шарів океанічних вод та інше.

## Біологічний колообіг
Біологічний колообіг вуглецю пов'язаний з життєдіяльністю організмів. Біологічний цикл полягає в тому, що вуглець у вигляді СО2 поглинається із тропосфери рослинами. Потім із біосфери знову повертається в геосферу: з рослинами вуглець потрапляє до організму тварин та людини, а потім під час гниття тваринних та рослинних матеріалів — до ґрунту, і у вигляді СО2 — до атмосфери.
Вуглець — основний біогенний елемент. Він відіграє важливу роль в утворенні живої речовини біосфери. Вуглекислий газ з атмосфери в процесі фотосинтезу, який здійснюють зелені рослини, асимілюється і перетворюється на численні різноманітні органічні сполуки рослин. Рослинні організми, особливо нижчі мікроорганізми, морський фітопланктон, завдяки винятковій швидкості розмноження, виробляють на рік близько 1,5• 107 т вуглецю у вигляді органічної маси.
Рослини часто поїдаються тваринами. При цьому утворюються більш або менш складні трофічні зв'язки. В остаточному підсумку органічна речовина внаслідок дихання організмів, розкладу їхніх трупів, процесів шумування, гниття та горіння перетворюється на вуглекислий газ або відкладається у вигляді сапропелю, гумусу, торфу, які своєю чергою, дають початок багатьом іншим каустобіолітам — кам'яному вугіллю, нафті, горючим газам. Біологічний цикл вуглецю закінчується або окисненням і поверненням до атмосфери, або відкладенням у вигляді вугілля чи нафти.
В процесах розпаду органічних речовин величезну роль відіграють бактерії та гриби. В активному колообігу вуглецю бере участь дуже невелика частка всієї його маси. Величезну кількість вугільної кислоти законсервовано у вигляді вапняків та інших порід. Між вуглекислим газом атмосфери та води океану, так само, існує рухома рівновага.
Водні організми поглинають вуглекислий кальцій, утворюють свої кістяки, а потім з них утворюються пласти вапняків. З атмосфери було вилучено і поховано в десятки тисяч разів більше вуглекислого газу, ніж в ній перебуває зараз. Атмосфера поповнюється вуглекислим газом завдяки процесам розкладу органічної речовини, карбонатів тощо, а також в підсумку індустріальної діяльності людини. Особливо потужним джерелом є вулкани, гази яких складаються головним чином із вуглекислого газу та водяної пари. Деяка частина вуглекислого газу і води, що виділяються під час виверження вулканів, виділяється з осадових порід, зокрема вапняків, при контакті магми з ними і їх асиміляції магмою. В процесі колообігу вуглецю відбувається неодноразове його фракціонування по ізотопному складу, особливо у магматогенному процесі (утворення СО2, алмазів, карбонатів), при біогенному перетворенні органічної речовини (вугілля, нафти, тканин організмів тощо).
Життя на Землі та газовий баланс атмосфери підтримуються відносно невеликою кількістю вуглецю, що бере участь у малому колообігу і міститься в тканинах рослин (5*1011 т) тварин (5*1016 т).

## Геологічний колообіг
Основна маса вуглецю акумульована в карбонатних відкладах дна океану (1,3·1016 т), кристалічних породах (1,0·1016 т), кам'яному вугіллі і нафті (3.4·1015 т).
Саме цей вуглець бере участь у повільному геологічному колообігу.
За останні 200 років відбулися значні зміни в континентальних екосистемах внаслідок зростання антропогенного впливу. Коли землі, зайняті лісами і травами перетворюються на сільськогосподарські угіддя, органічна речовина, тобто жива речовина рослин і мертва органічна речовина ґрунтів, окиснюється і потрапляє в атмосферу в формі СО2. Якась кількість елементарного вуглецю може бути похована в ґрунті у вигляді деревного вугілля (як продукт, що залишився від згоряння лісу) і, таким чином, вилучатися із швидкого обігу в вуглецевому циклі. Вміст вуглецю в різних компонентах екосистем змінюється, оскільки відновлення і деструкція органічної речовини залежать від географічної широти і типу рослинності. Були проведені численні дослідження, які мали на меті розв'язати наявну невизначеність в оцінці змін запасів вуглецю в континентальних екосистемах. Очевидно, інтенсивність фотосинтезу зростає зі збільшенням концентрації СО2 в атмосфері. Основні характеристики глобального вуглецевого циклу добре вивчені. Стало можливим створення кількісних моделей, які можуть бути покладені в основу прогнозів підвищення концентрації в атмосфері при використанні певних сценаріїв викиду.
Якщо інтенсивність викидів в атмосферу залишиться постійною, або буде зростати дуже повільно, то до кінця XXI століття концентрація атмосферного СО2 не більше, ніж на 60% перевищить доіндустріальний рівень. Якщо інтенсивність викидів протягом найближчих чотирьох десятиріч зростатиме в середньому на 1-2 % на рік в майбутньому темпи і зростання сповільняться, то подвоєння вмісту СО2 в атмосфері порівняно з доіндустріальним рівнем відбудеться до кінця XXI століття.
Карбонати, або солі вуглецевої кислоти Н2СО3 — один із головних компонентів земної кори. Карбонати становлять 14 % осадової оболонки Землі. З неорганічних сполук вуглецю в природі відомо близько 100 мінералів, але головним породотвірним мінералом є кальцит, або карбонат кальцію. Кальцитові породи складають багатокілометрові шари на просторах континентів, утворюючи цілі гірські системи.
При взаємодії Cu2+ та СО2-3 осаджуються важкорозчинні основні карбонати, що зустрічаються в природі у вигляді дуже красивих мінералів — зеленого малахіту [CuCO3•Cu(OH)2] та синього азуриту [2CuCO3•Cu(OH)2].
Карбонати відіграють важливу роль у складі земної кори, будові ландшафтів, формуванні корисних копалин. Найпоширенішими є кальцит, магнезит, сидерит, малахіт, церусит та інше. Карбонати утворюють осадові (вапняк, доломіт, мергель тощо) та метаморфічні (мармур та інше) гірські породи, що складають більше, ніж 20 % усіх осадових порід на Землі.
Вапняк — осадова порода, складена переважно карбонатом кальцію — кальцитом. Завдяки масовому поширенню, легкості обробки та хімічним властивостям вапняк добувається і використовується частіше, ніж інші породи, поступаючись тільки піщано-гравійним відкладенням. Вапняки бувають різних кольорів, в тому числі — чорного, але найчастіше зустрічаються породи білого та сірого кольору часто з коричневим відтінком. Густина 2,2-2,7 г/см3. Це м'яка порода, лезо ножа легко залишає подряпини. Як і ряд інших гірських порід осадового походження вапняки мають шарувату будову. Чистий вапняк складається тільки з кальциту (іноді з невеликим вмістом іншої форми карбонату кальцію — арагоніту). Мають місце і домішки. Подвійний карбонат кальцію та магнію — доломіт — як правило міститься в змінних кількостях, і можливі всі переходи між вапняком, глинистим вапняком і доломітом.
У процесі відкладення вапняку вода приносить також глинисті частинки, порода стає глинистою, стираються чіткі межі між вапняком, глинистим вапняком і глинистим сланцем. Кремінь також є звичайною домішкою. При метаморфізмі в міру того, як перекристалізація кальциту охоплює всю породу, виникає мозаїчна структура (агрегат із чітко обмежених, щільно розташованих ізометричних зерен приблизно однакового розміру).